# Henry Francis Bryan
Henry Francis Bryan, ameriški admiral, * 3. maj 1865, † 19. marec 1944.
Bryan je bil kontraadmiral Vojne mornarice ZDA in guverner Ameriške Samoe med 17. marcem 1925 in 9. septembrom 1927.